# Amphipsylla socia
Amphipsylla socia är en loppart som beskrevs av Peus 1977. Amphipsylla socia ingår i släktet Amphipsylla och familjen smågnagarloppor. Inga underarter finns listade i Catalogue of Life.